# Satanàs
|  | Aquest article tracta sobre el personatge bíblic. Si cerqueu el sistema d'alertes de possibles casos de corrupció, vegeu «Saler (programari)». |

Satanàs, també conegut com a Satan, és un personatge bíblic considerat com el príncep dels dimonis. Se l'assimila amb Belial, Beelzebub o Llucifer.

## Etimologia
La paraula Satanàs ve de l'hebreu xatan (שָׂטָן) per la via del grec (satanas Σατανᾶς), significant originàriament en 'aquell qui s'oposa', 'adversari', 'antagonista' i especialment l'acusador o fiscal en un judici.
De fet, originalment satan no era més que un mot descriptiu per a una actitud d'oposició i fins i tot quan va ser començat a introduir com un ens sobrenatural servia només per a referir-se a qualsevol àngel enviat per Déu amb l'únic propòsit d'obstruir les activitats humanes. El llibre de Job n'és un clar exemple, i tot i que en aquest relat Satan ja està més "emancipat" de Déu, li continua demanant permís, el que fa suposar que encara no encarna "el mal" en el sentit dualista de la paraula.
En la Septuaginta, la traducció grega de l'Antic Testament, on la paraula hebrea ha-Satan es refereix als éssers sobrenaturals o al·legòrics, s'utilitza la paraula ho diabolos (en el Llibre de Job 1, i el capítol 3 de Zacaries), però on la paraula hebrea satan es refereix als éssers humans, s'utilitza una transliteració satanas.
En el Nou Testament, Satanàs i el diable no se solen distingir.

## Aparença
L'aparença de Satan varia segons les fonts i el període històric. A l'edat mitjana comença a aparèixer a la iconografia amb banyes (assimilat amb el boc) i porta un trident (que derivaria del déu Neptú). En moltes il·lustracions presenta trets de bèstia, com urpes, cua o el cos ple de pèl, mentre que en altres predomina un aspecte antropomòrfic. Se li associen els colors vermell (pel color del foc de l'infern i de la sang) i negre (per la foscor).